# Qarāgūz-e Eyl
Qarāgūz-e Eyl (persiska: قراگوز ایل, Qareh Gūz-e Īl) är en ort i Iran.   Den ligger i provinsen Västazarbaijan, i den nordvästra delen av landet, 600 km väster om huvudstaden Teheran. Qarāgūz-e Eyl ligger 1 302 meter över havet och antalet invånare är 211.
Terrängen runt Qarāgūz-e Eyl är huvudsakligen platt, men österut är den kuperad.Runt Qarāgūz-e Eyl är det ganska tätbefolkat, med 185 invånare per kvadratkilometer. Närmaste större samhälle är Urmia, 10,1 km söder om Qarāgūz-e Eyl. Trakten runt Qarāgūz-e Eyl består till största delen av jordbruksmark.